# Bruno Quadros
Bruno Quadros (Rio de Janeiro, 3 februari 1977) is een voormalig Braziliaans voetballer.

## Biografie
Quadros speelde van 1997 tot en met 2004 bij diverse Braziliaanse voetbalclubs, met een onderbreking in 1999-2000 bij de Turkse club Galatasaray. De jaren daarna (2005-2010) speelde hij bij Japanse clubs en in 2009 won hij met FC Tokyo de J-League Cup.
Hij sloot zijn carrière af bij de Cypriotische club Alki Larnaca en bij Linense in Brazilië. In 2012 ging hij die laatste club ook coachen.